# Dissection
Dissection – szwedzki zespół wykonujący black metal z wpływami melodic death metalu. Powstały w 1989 roku w Strömstad z inicjatywy gitarzysty i wokalisty Jona Nödveidta.

## Historia
Nödtveidt działalność muzyczną rozpoczął już w 1988 roku w thrashmetalowej grupie pod nazwą Siren's Yell uformowaną podobnie jak Dissection w mieście Strömstad. W jej składzie znaleźli się Jon Nödtveidt, Ole Öhman, Peter Palmdahl oraz Mattias Johansson. Grupa tego samego roku zarejestrowała singlowy materiał demo, ta przetrwała jednak tylko do 1989.
Nödveidt i Öhman kontynuowali grę w grupie Rabbit's Carrot, która wedle relacji szczególnie Nödveidta nie była tym czego poszukiwali. Jon podążał bardziej w stronę death metalu oraz innych form ekstremalnego heavy metalu. W tym celu jesienią 1989 roku zdecydowawszy opuścić szeregi grupy Rabbit's Carrot powołał Dissection.
Dissection nie była jednak w pełni funkcjonalnym zespołem do przyszłego roku, kiedy to uformował się pełny skład. W 1990 roku muzycy z Nödveidtem na czele zagrali swój pierwszy koncert wraz z deathmetalową grupą Entombed. Tego samego roku zarejestrowali również materiał demo zatytułowany The Grief Prophecy. Wydawnictwo zawierało trzy utwory opatrzone ilustracjami znanego jako "Necrolord" artysty Kristiana Wåhlina, który przygotował w późniejszym okresie większość okładek na potrzeby wydawnictw Dissection.
Specjalna edycja The Grief Prophecy została wydana później ku pamięci szwedzkiego wokalisty "Deada" znanego z występów w grupie Mayhem, który popełnił samobójstwo w 1991 roku. Album opatrzony był ponadto szatą graficzną autorstwa samego "Deada".
The Grief Prophecy niedługo potem ukazał się nakładem francuskiej wytwórni płytowej Corpsegrinder Records, która zaoferowała ponadto możliwość wydania minialbumu. Muzycy podpisali umowę i w 1992 roku zarejestrowano Into Infinite Obscurity.
W 1992 roku zespół rozpoczął prace nad swym pierwszym studyjnym albumem The Somberlain. Ze względu na problemy logistyczne wszyscy muzycy przenieśli się do Göteborga, gdzie latem 1993 roku współdzielili salę prób z grupą At the Gates. Gotowy album ukazał się we wrześniu, dedykowany Øysteinowi Aarsethowi, lepiej znanemu jako "Euronymous", gitarzyście grupy Mayhem, zamordowanemu w tym samym roku.
W listopadzie 1994 roku zespół podpisał kontrakt płytowy z wytwórnią Nuclear Blast. W 1995 roku ukazał się drugi studyjny album grupy Storm Of The Light’s Bane, natomiast rok później ukazała się EP-ka Where Dead Angels Lie, zawierająca rzadkie nagrania grupy, covery i nagrania demo. Na albumie gościnnie, w roli wokalistów, wystąpili dwaj muzycy: Legion znany wówczas jako wokalista szwedzkiego Marduk, a wcześniej Ophthalamia oraz It, gitarzysta ostatniej wymienionej formacji.
W 1997 roku Jon Nödtveidt został skazany za współudział w zabójstwie 37-letniego homoseksualisty, Algierczyka Josefa ben Maddoura w Göteborgu. Wydarzenie doprowadziło do zawieszenia działalności grupy na okres 7 lat. Jon więzienie opuścił jesienią 2004 roku i wraz z nowym składem podjął próbę reaktywacji zespołu.
Szybko, bo jeszcze w 2004 roku, ukazał się minialbum Maha Kali intensywnie promowany podczas koncertów na trasie "The Rebirth of Dissection". W 2006 roku zespół wydał swój trzeci pełnometrażowy album zatytułowany Reinkaos wydany przez Black Horizon Records. Album ukazał się ponadto w Stanach Zjednoczonych nakładem The End Records, a także w Azji dzięki Pulverized Records. Niedługo potem w maju grupa obwieściła plany o zakończeniu działalności zespołu. Ostatni koncert zespół zagrał 24 czerwca w Sztokholmie.
16 sierpnia 2006 roku lider grupy Jon Nödtveidt mając 31 lat popełnił samobójstwo. Oświadczenie potwierdzające zgon muzyka ukazało się niedługo potem na stronach internetowych wydawcy grupy.

## Muzycy
| - Jon Nödtveidt (zmarły) – śpiew, gitara (1989-1997, 2004-2006) - Set Teitan – gitara (2004-2006) - Tomas Asklund – perkusja (2004-2006) | - Peter Palmdahl – gitara basowa (1989-1997) - Ole Öhman – perkusja (1989-1995) - John Zwetsloot – gitara (1991-1994) - Johan Norman – gitara (1994-1997) - Tobias Kellgren – perkusja (1995-1997) - Brice Leclercq – gitara basowa (2004-2006) - Haakon Nikolas Forwald – gitara basowa (2005) | - Mattias "Mäbe" Johansson – gitara (1990) - Emil "Night" Nödtveidt – gitara basowa (1997) - Erik Danielsson – gitara basowa (2005-2006) |

## Dyskografia

### Albumy studyjne
- The Somberlain – 1993
- Storm of the Light’s Bane – 1995
- Reinkaos – 2006

### Minialbumy
- Into Infinite Obscurity – 1991
- Where Dead Angels Lie – 1996
- Maha Kali – 2004

### Albumy koncertowe i kompilacje
- The Past Is Alive (The Early Mischief) – 1997
- Live Legacy – 2003

### Dema i bootlegi
- The Grief Prophecy – 1990 (demo)
- Night's Blood – 1998 (bootleg)
- Dissection / Immortal – 1999 (split bootleg)
- Frozen In Wacken – 1999 (bootleg)

## Wideografia
| 1997                           | Live & Plugged Vol. 2 (VHS) - Data: 1997 - Wydawca: Nuclear Blast         | — |
| 2006                           | Rebirth of Dissection (DVD) - Data: 29 lipca 2006 - Wydawca: Escapi Music | 5 |
| "—" pozycja nie była notowana. |                                                                           |   |